# Уилсон, Марго
Марго Уилсон (англ. Margo Wilson) (1 октября 1942 — 24 сентября 2009) — профессор психологии в университете Макмастера в городе Гамильтон (Онтарио, Канада).
Вместе со своим мужем и коллегой по работе Мартином Дэйли, соавтором многих её работ она написала ряд известных работ и книг в области эволюционной психологии.
Та же Марго Уилсон была главным редактором журнала Evolution and Human Behavior along with Daly и президентом Общества ''Человеческого поведения и Развития''.
Член Канадского королевского общества с 1998 года.